# Perioda (matematika)
Podrobnější informace naleznete v článku Zlomek, v oddílu Jiné vyjádření zlomků.
Perioda je skupina číslic, které se pravidelně opakují za desetinnou čárkou u čísla. Při početních operacích se perioda značí pruhem nad skupinou opakujících se čísel.
např.: {\displaystyle {\frac {20}{3}}=6{,}{\overline {6}}}
(čteme: šest celých šest periodických)
Víceciferná perioda může začínat libovolnou svou cifrou:
{\displaystyle {\frac {1}{17}}=0{,}058823529411764705882352941176470\ldots =0{,}{\overline {0588235294117647}}=}
{\displaystyle =0{,}0{\overline {5882352941176470}}=0{,}05{\overline {8823529411764705}}=0{,}058{\overline {8235294117647058}}=\cdots }